# Josefa Avinent
Josefa Avinent (nascuda el Segle XVII) va ser una impressora valenciana.
Entra en el negoci de la impremta en morir el seu primer marit, Benito Macé, el 1677. Va treballar fins a l'any 1686, sempre fent referència a la seua condició de vídua als peus d'impremta. Com a regent va tindre a Jaime Bordazar, fins que s'estableix pel seu compte. El 1868 es casa en segones núpcies amb Feliciano Blasco. Va morir el 1691, moment en què la impremta passa a denominar-se Herederos de Benito Macé.